# Newton Cavalcanti (político)
Newton Deschamps Cavalcanti foi um político brasileiro.
Foi governador do Mato Grosso, de 28 de agosto a 7 de setembro de 1935.